# Michael Eckhardt

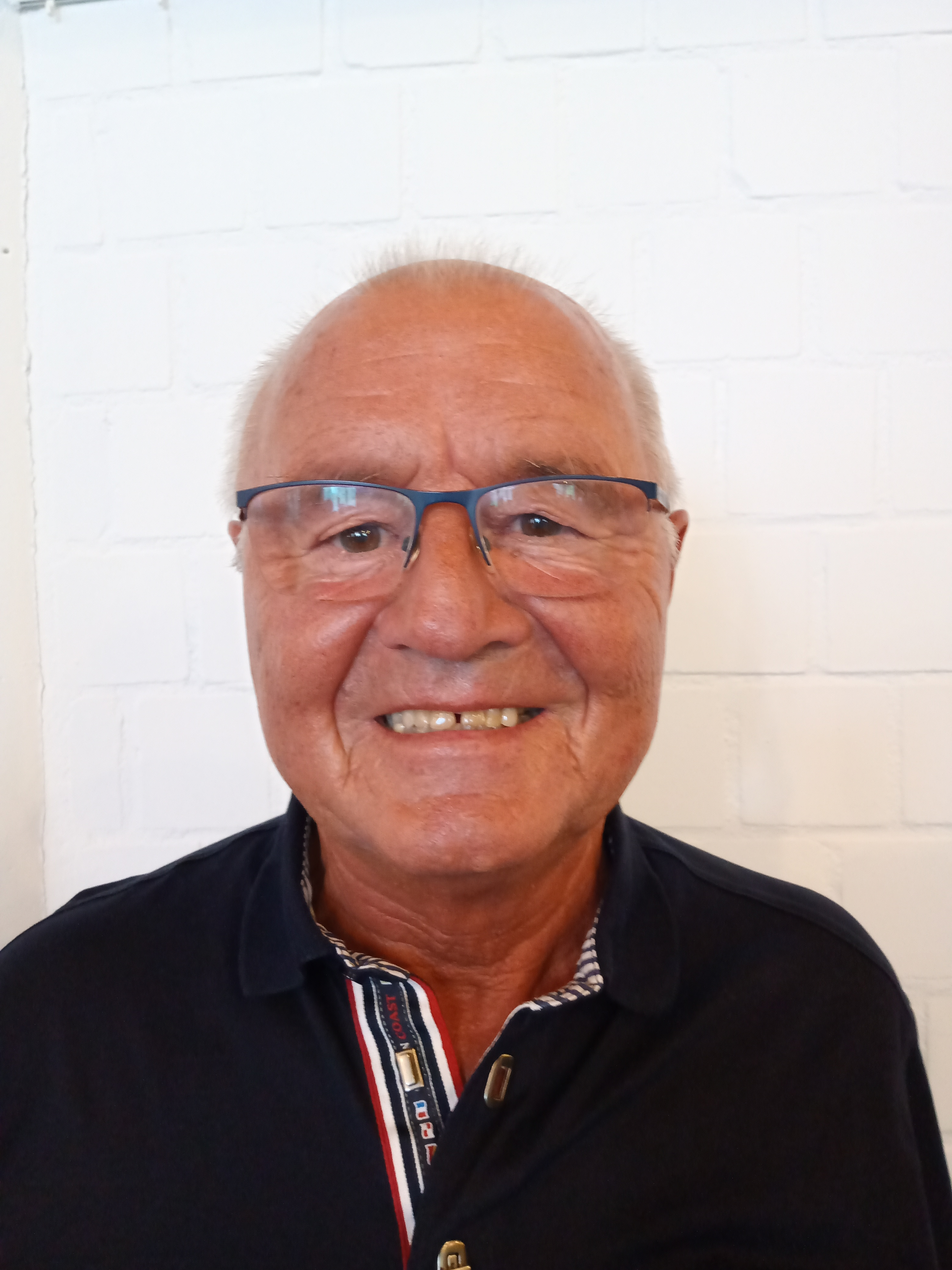
Michael Eckhard, 2022

Michael Eckhardt (* 26. März 1949 in Schwelm) ist ein deutscher Politiker (parteilos). Er war von 1998 bis 2009 Erster Hauptamtlicher Bürgermeister der nordrhein-westfälischen Stadt Ennepetal.

## Leben

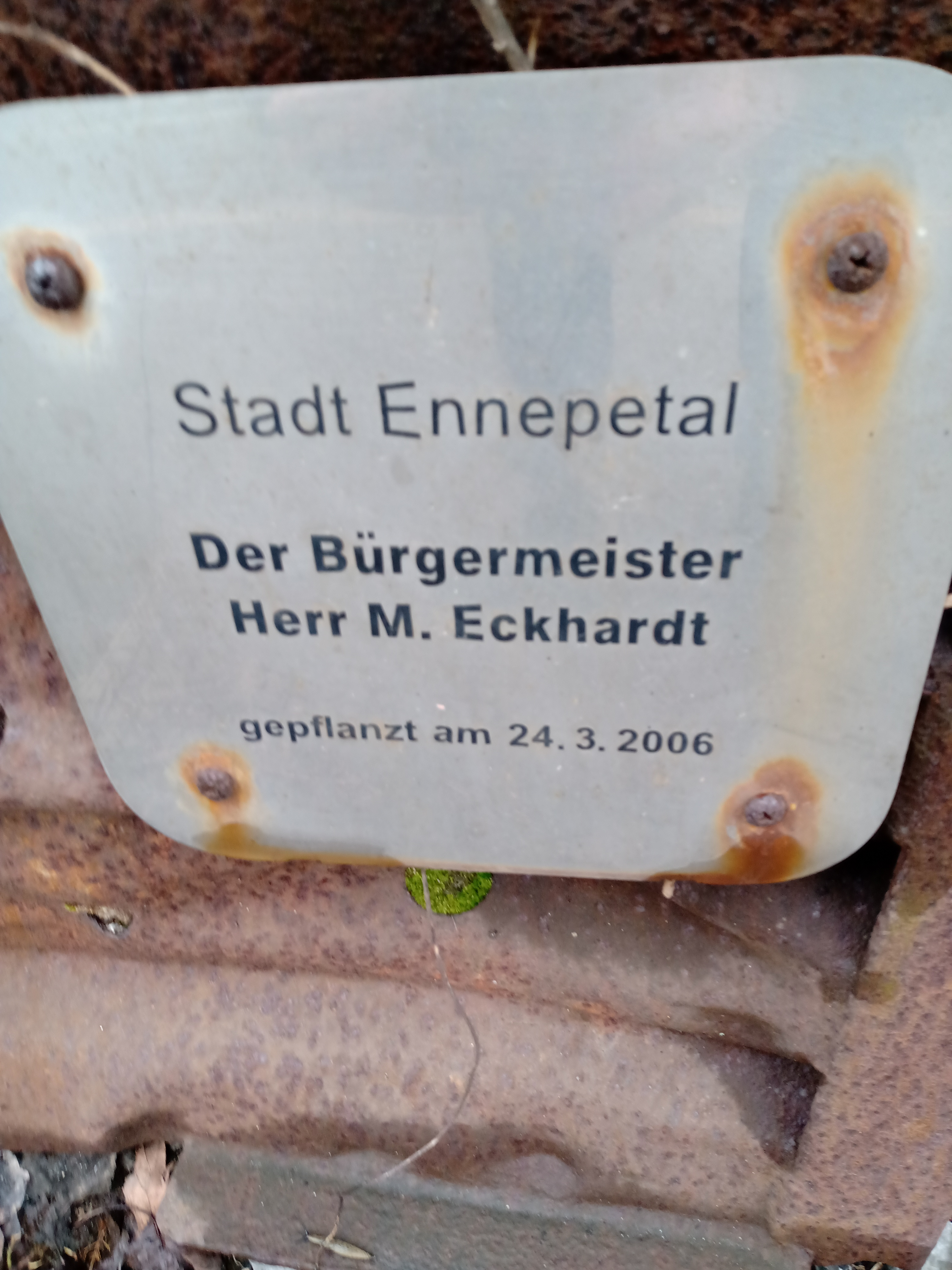
Plakette für die Widmung/Stiftung eines Pflanzenkübels an der Biologischen Station des Ennepe-Ruhr-Kreises in Ennepetal.

Nach einer Ausbildung bei der Stadt Ennepetal mit nachfolgenden Stationen innerhalb der Stadtverwaltung im gehobenen Verwaltungsdienst war Eckhardt ab 1995 Erster Beigeordneter. Nachdem er am 18. Juni 1998 vom Stadtrat der Stadt Ennepetal als Nachfolger von Gerd Dessel (SPD) zum Bürgermeister berufen wurde, gewann er als parteiloser Kandidat der CDU die Wahlen in den Jahren 1999 und 2004. Zur Bürgermeisterwahl am 30. August 2009 trat er nicht mehr an. Dies hatte er schon im September 2008 bekannt gegeben. Sein Nachfolger war Wilhelm Wiggenhagen, der am 21. Oktober 2009 vereidigt wurde und das Amt bis zum 22. September 2015 innehatte. Am 17. Dezember 2009 wurde Eckhardt zum Ehrenbürgermeister der Stadt Ennepetal ernannt. Diese Ehre war zuvor nur den Altbürgermeistern Walter Sondermann, Friedrich Döpp und Gerd Dessel erwiesen worden.
Michael Eckhardt ist verheiratet und hat zwei Kinder.